# Guy Dardenne
Guy Dardenne (* 19. Oktober 1954) ist ein ehemaliger belgischer Fußballspieler und aktueller -trainer.

## Spielerkarriere

### Vereinskarriere
Dardenne begann seine Karriere beim Standard Lüttich, wo er bis 1976 unter Vertrag war. Danach wechselte der Belgier zu R.A.A. La Louvière, wo er ebenfalls drei Jahre unter Vertrag stand. Nach einjährigen Gastspielen beim SC Lokeren und dem RWD Molenbeek kam er 1981 zum FC Brügge. 1984 kehrte er nach Lüttich zurück und spielte noch zwei Jahre für Les Rouches. Von 1986 bis 1994 spielte er in unterklassigen belgischen Ligen. Bei folgenden Vereinen war Dardenne unter Vertrag: RFC Seraing, Royal Francs Borains, UR Namur und RJ Rochefortoise FC. In seiner gesamten Spielerkarriere konnte Dardenne keinen Titel erringen.

### Nationalmannschaftskarriere
Dardenne nahm an der Fußball-Europameisterschaft 1980 in Italien teil und wurde mit dem Team Vizeeuropameister. Insgesamt lief er elfmal für die belgische Nationalmannschaft auf.

## Trainerkarriere
Guy Dardenne ist seit Ende der 1980er Jahre auch als Fußballtrainer, dabei allerdings vorrangig bei unterklassigen belgischen (Provinz-)Klubs. 